# Oosfera
La oosfera, también oósfera, es el gameto femenino de las espermatofitas (angiospermas y gimnospermas). Se halla en el saco embrionario, dentro del óvulo (rudimento seminal) y rodeada, típicamente, por dos células adyacentes llamadas sinérgidas. 
La oosfera procede de una espora, denominada megaspora, a través de un proceso denominado megagametogénesis que consiste básicamente en divisiones mitóticas. Su núcleo en general es haploide, o sea, posee la mitad de los cromosomas que la planta que le dio origen.
La oosfera se fusiona con uno de los núcleos generativos del grano de polen durante la doble fecundación y origina el embrión. 